# بخعون
بخعون (به عربی: بخعون) یک منطقهٔ مسکونی در لبنان است که در شهرستان منیه ضنیه واقع شده‌است. بخعون ۷٫۹۷ کیلومتر مربع مساحت دارد.